# Canal de la Neste
Pour les articles homonymes, voir Neste (homonymie).
Le canal de la Neste est un canal français des Pyrénées d'une longueur de près de 32 kilomètres qui alimente 17 rivières des coteaux de Gascogne issues du plateau de Lannemezan. Il tient son nom de la Neste, rivière dont il capte une partie du débit qui prend sa source dans la vallée d'Aure et conflue avec la Garonne à Montréjeau. Il se prolonge par le canal du Bouès qui alimente la rivière du même nom, affluent de l'Adour via l'Arros.

## Géographie

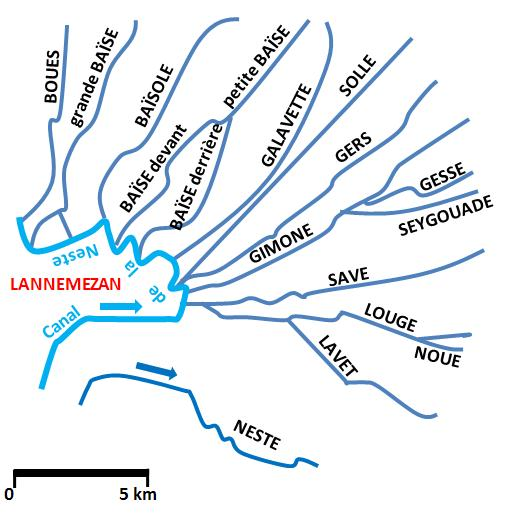
Une partie de l'hydrographie.

Le canal est situé dans le département des Hautes-Pyrénées, en région Occitanie.
Il débute dans la vallée d'Aure, juste en aval du village de Beyrède, dans la commune de Beyrède-Jumet-Camous. Les eaux de la Neste barrée pour les besoins d'une usine sont captées en rive gauche, à environ 635 mètres d'altitude. Longeant la rivière en direction du nord, le canal traverse les villages de Sarrancolin, Rebouc (eu) et Hèches puis arrive sur le plateau de Lannemezan entre la Barthe-de-Neste et Lannemezan, à environ 615 mètres d'altitude ou il alimente le canal de la Gimone qui alimente à son tour la Seygouade, la Gesse, le Cier et la Gimone. Puis son cours oblique alors vers l'ouest, décrivant de larges boucles jusqu'à Capvern. Là, à environ 600 mètres d'altitude, ce qui reste de ses eaux alimente le canal du Bouès qui se dirige vers le nord et fait passer les eaux de la Neste du bassin versant de la Garonne à celui de l'Adour. 
Les communes traversées sont celles de Beyrède-Jumet-Camous, Sarrancolin, Hèches, Lortet, Izaux, La Barthe-de-Neste, Escala, Lannemezan et Capvern.

## Histoire
Le canal de la Neste est créé entre 1848 et 1862 et mis en service en 1863. D'une capacité de 7 m3/s, il a pour but d'alimenter artificiellement les cours d'eau gascons prenant naissance sur le plateau de Lannemezan (Gers, Baïse, Save, Gimone, Arrats, Bouès, Louge, Gesse, etc.). Il est tout particulièrement important pour le département du Gers et la Gascogne, dont le profil, sans lui, ressemblerait à certaines régions de l'Afrique[Interprétation personnelle ?] : ce département est en effet coupé de l'alimentation naturelle en eau du fait de sa situation géologique et topographique.
Vers 1950, sa capacité est portée de 7 à 14 m3/s.
Des réservoirs de haute montagne stockant les eaux à la fonte des neiges au printemps pour les réutiliser pendant la période estivale sont initialement créés (Lac d'Orédon entre 1871 et 1879, lac de Cap de Long, lac de Caillauas, lac d'Aubert, lac d'Aumar, etc.). Tous ces barrages, sauf Orédon, sont ensuite aménagés pour une utilisation hydroélectrique. En particulier, le barrage de l'Oule est rehaussé de 17 m en 1950, celui de Caillaouas de 4 m, Cap de Long est remplacé par une voûte de 100 m de hauteur et Aubert est raccordé à Cap de Long depuis 1969.
Le décret du 29 avril 1963 oblige EDF à coordonner l'exploitation du lac d'Orédon et des concessions d'Eget (exploitant le lac de l'Oule) et de Lassoula-Tramezaygues (exploitant le barrage de Caillaouas), afin d'optimiser la production électrique avec l'obligation conjointe d'alimentation du canal de la Neste. Depuis, en application de la loi d'ouverture du marché de l'énergie (no 2000-108 du 10 février 2000), la Société hydroélectrique du Midi, concessionnaire d'Eget et de Lassoula-Tramezaygues, choisit de ne plus confier son productible théorique à EDF à partir du 1er mai 2003, supprimant ainsi à EDF le moyen d'assurer cette optimisation.
La gestion du canal et de la prise d'eau de Sarrancolin, mais aussi de la distribution des eaux en aval, est confiée par concession en 1990 à la Compagnie d'aménagement des coteaux de Gascogne.
Il compose, avec un ensemble de retenues (Puydarrieux, Gimone, Astarac, Castelnau-Magnoac, etc.), de rigoles et les rivières qu'il alimente, le « système Neste » et permet de maintenir le niveau d'eau des rivières en conciliant de nombreux usages tels que l'alimentation en eau potable des villes du Gers, l'agriculture, l'industrie ou encore tourisme et navigation.

## Galerie

Sélection de vues
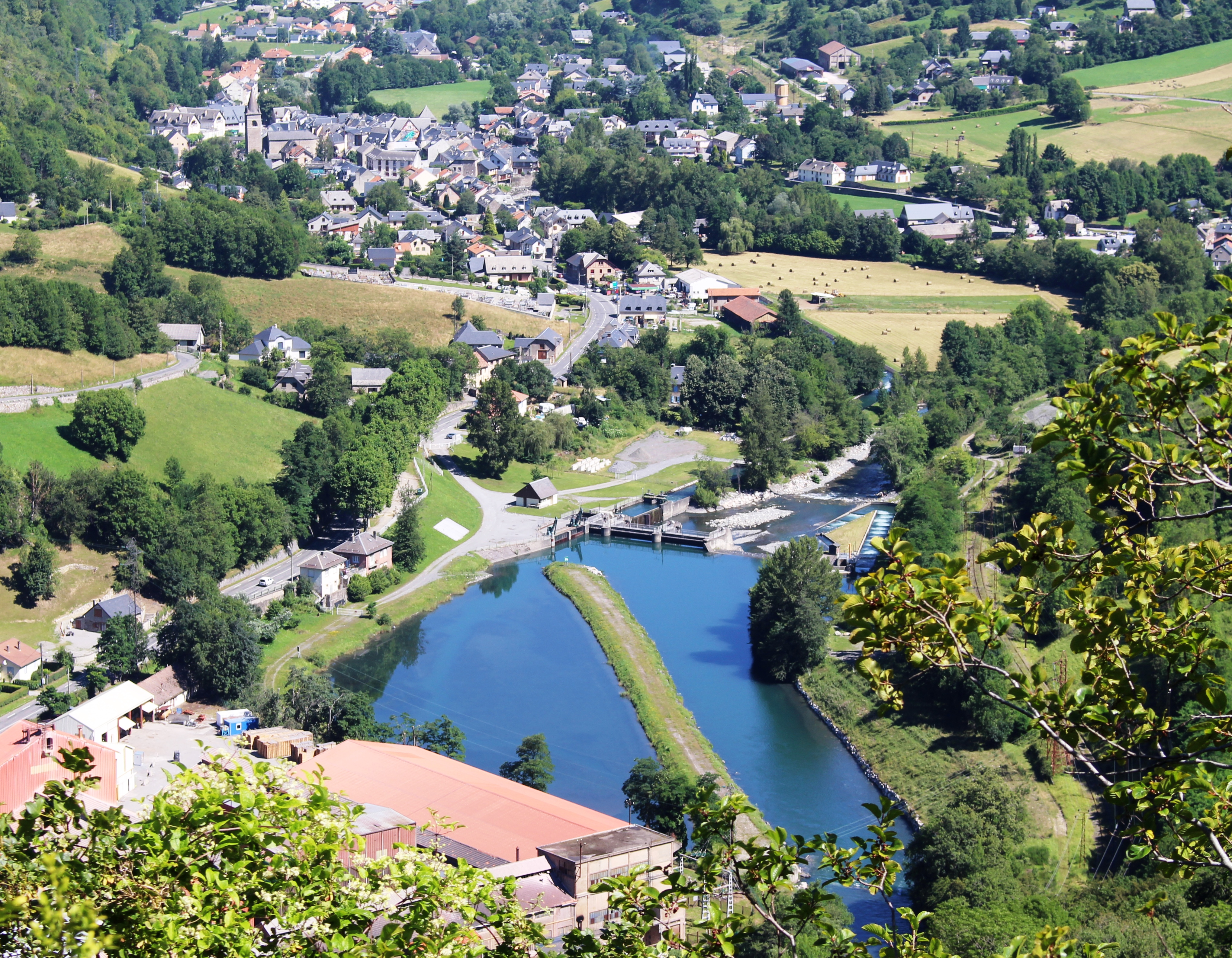
Prise d'eau.
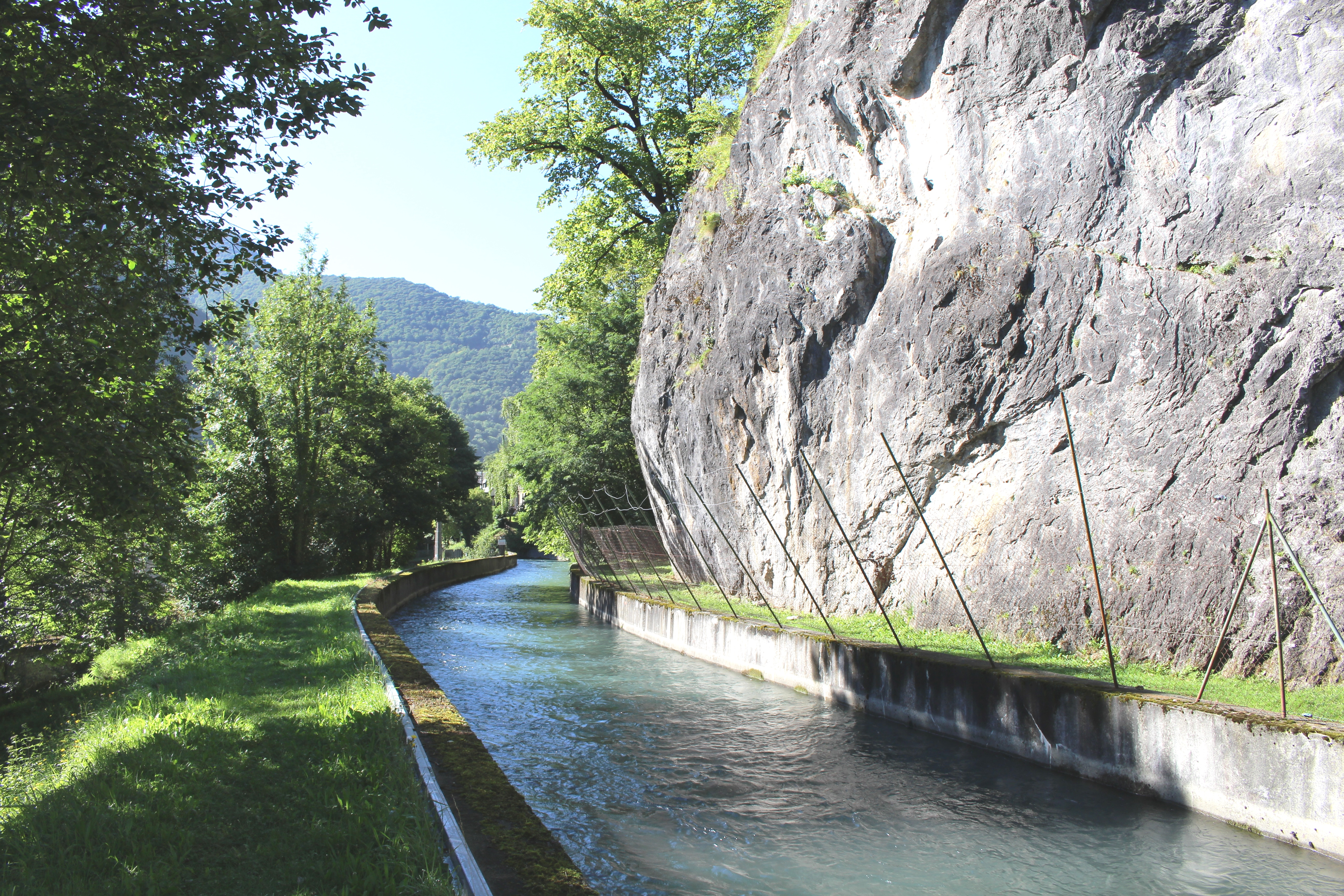
Canal à Sarrancolin.
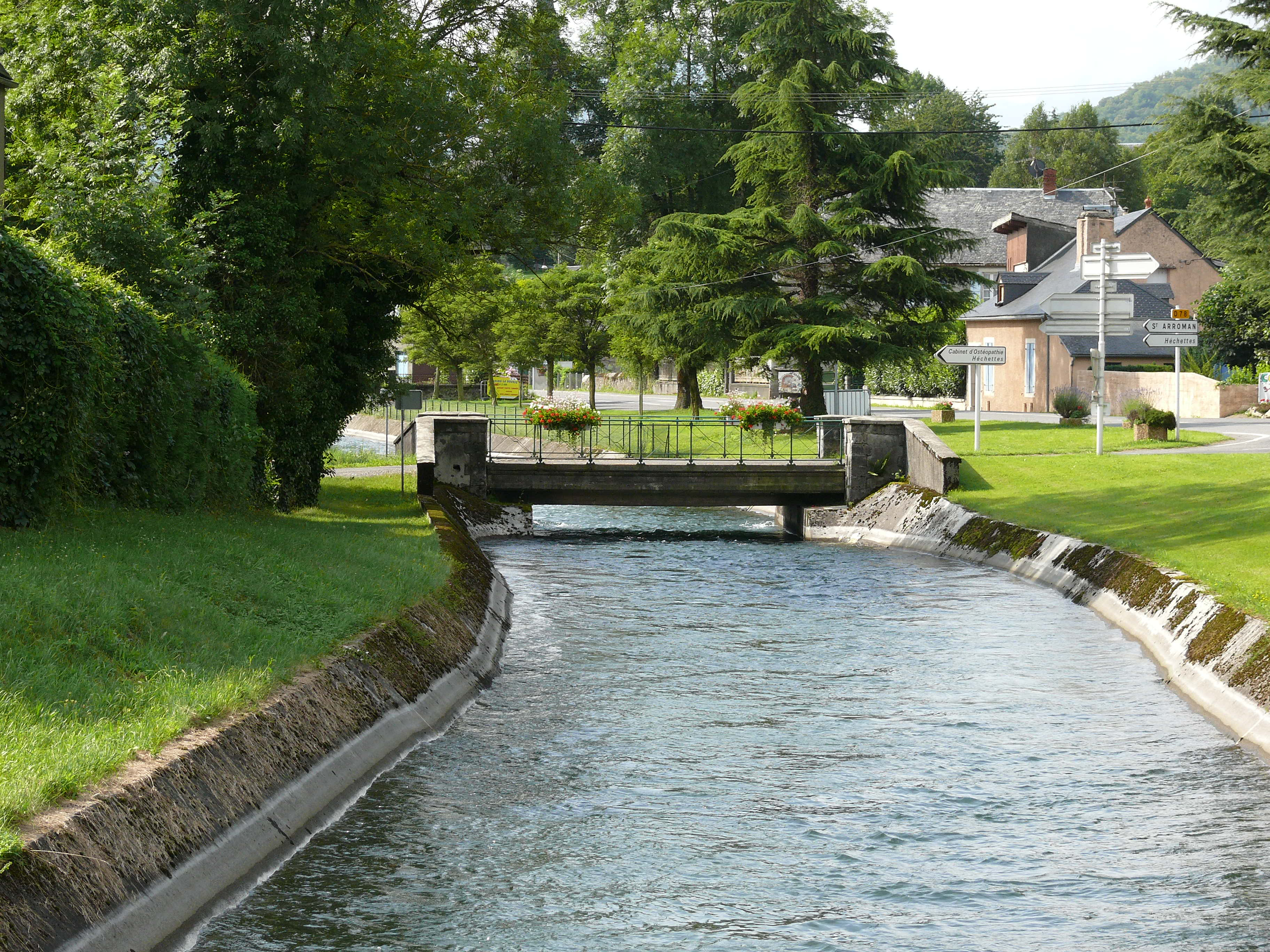
Canal à Hèches.